# Onthophagus rechingeri
Onthophagus rechingeri là một loài bọ cánh cứng trong họ Bọ hung (Scarabaeidae).